# Tapinella atrotomentosa
Tapinella atrotomentosa (Batsch) Šutara, Česká Mykol. 46(1-2): 50 (1992)
La T. atrotomentosa è un fungo corposo che non molto tempo fa apparteneva - insieme ad altre specie congeneri - al genere Paxillus.

La stessa è lignicola e si sviluppa normalmente cespitosa, inconfondibile per il gambo assai scuro e vellutato.

## Descrizione della specie
Cappello
Convesso, poi spianato ed infine concavo e persino imbutito, con margine revoluto.
Lamelle
Fitte, decorrenti sul gambo; color giallo-ocra chiaro, si macchiano al tocco; separabili.
Gambo
Massiccio e radicato, scuro e velluatato per tutto il suo sviluppo, non presenta soluzione di continuità con il cappello del quale condivide la parte terminale delle lamelle che assumono al suo apice il medesimo colore bruno scuro.
Carne
Soda e consistente ma presto fibrosa, di color cuoio chiaro vira al blu-violetto al taglio.
- Odore: mite, appena fruttato.
- Sapore: acerbo e legante.

Spore
Color ocra-brunastro, come molte altre Paxillaceae.

## Habitat
Ceppaie marcescenti di cui si nutre (saprofita).

## Commestibilità
Sospetto, come tutte le specie del genere Tapinella. Si pensa possa scatenare la pericolosa Sindrome paxillica come P. involutus.

In ogni caso non sarebbe ugualmente commestibile per via del sapore ripugnante.

## Sinonimi e binomi obsoleti
- Agaricus atrotomentosus Batsch, Elench. fung. (Halle): 89 (1783) var. atrotomentosus
- Paxillus atrotomentosus (Batsch) Fr., Epicrisis Systematis Mycologici (Upsaliae): 317 (1838) [1836]
- Paxillus atrotomentosus (Batsch) Fr., Epicrisis Systematis Mycologici (Upsaliae): 317 (1838) [1836] var. atrotomentosus
- Sarcopaxillus atrotomentosus (Batsch) Zmitr., Malysheva & E.F. Malysheva, in Zmitrovich, Malysheva, Malysheva & Spirin, Folia Cryptogamica Petropolitana (Sankt-Peterburg) 1: 53 (2004)

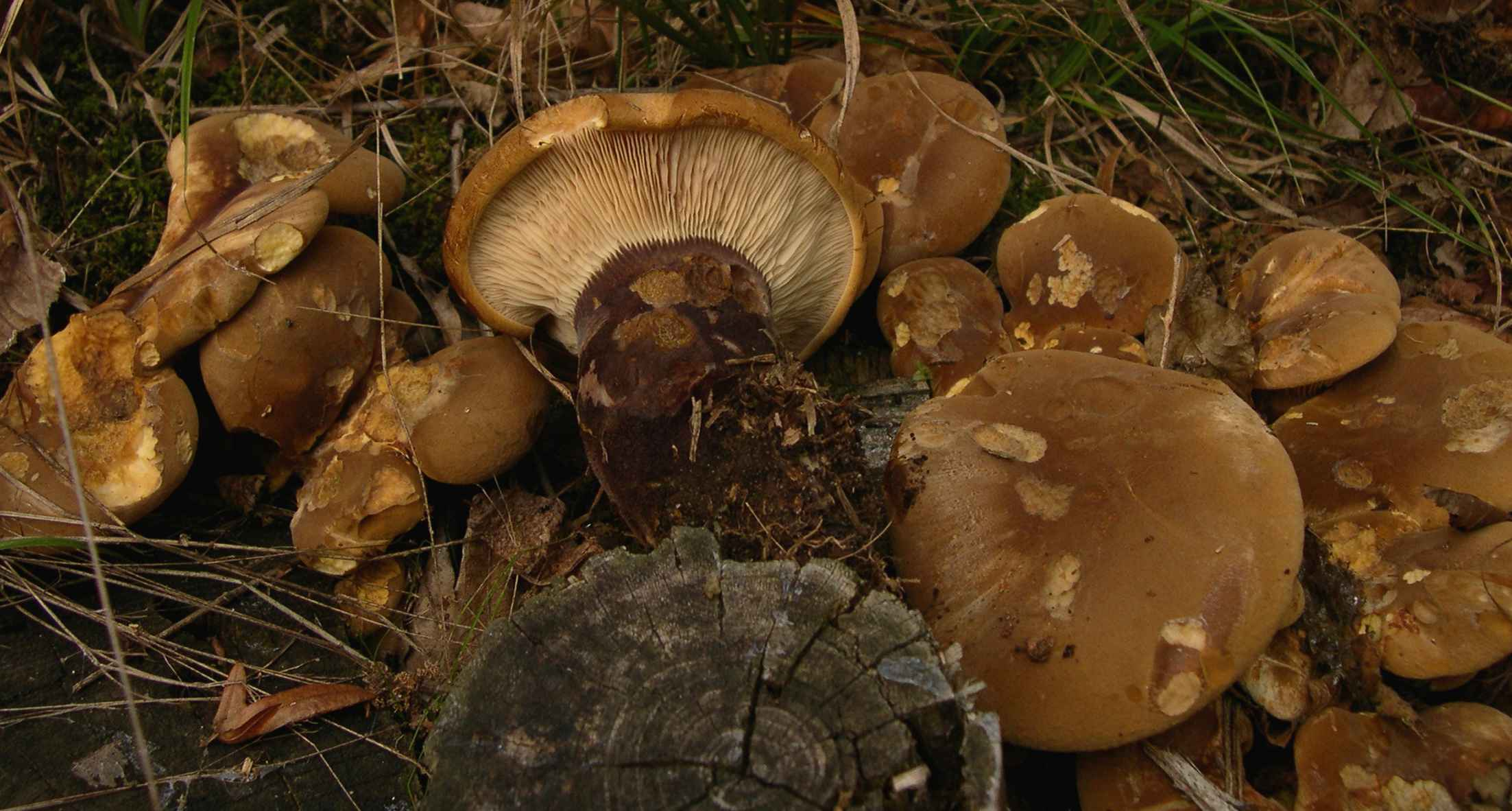
Gruppo di T. atrotomentosa

## Specie simili
- A volte può essere confuso con qualche specie del genere Pleurotus